# Ceraclea ensifera
Ceraclea ensifera is een schietmot uit de familie Leptoceridae. De soort komt voor in het Oriëntaals en het Palearctisch gebied.